# Lonchocarpus angusticarpus
Lonchocarpus angusticarpus là một loài thực vật có hoa trong họ Đậu. Loài này được M. Sousa mô tả khoa học đầu tiên năm 2009.